# 遷宮

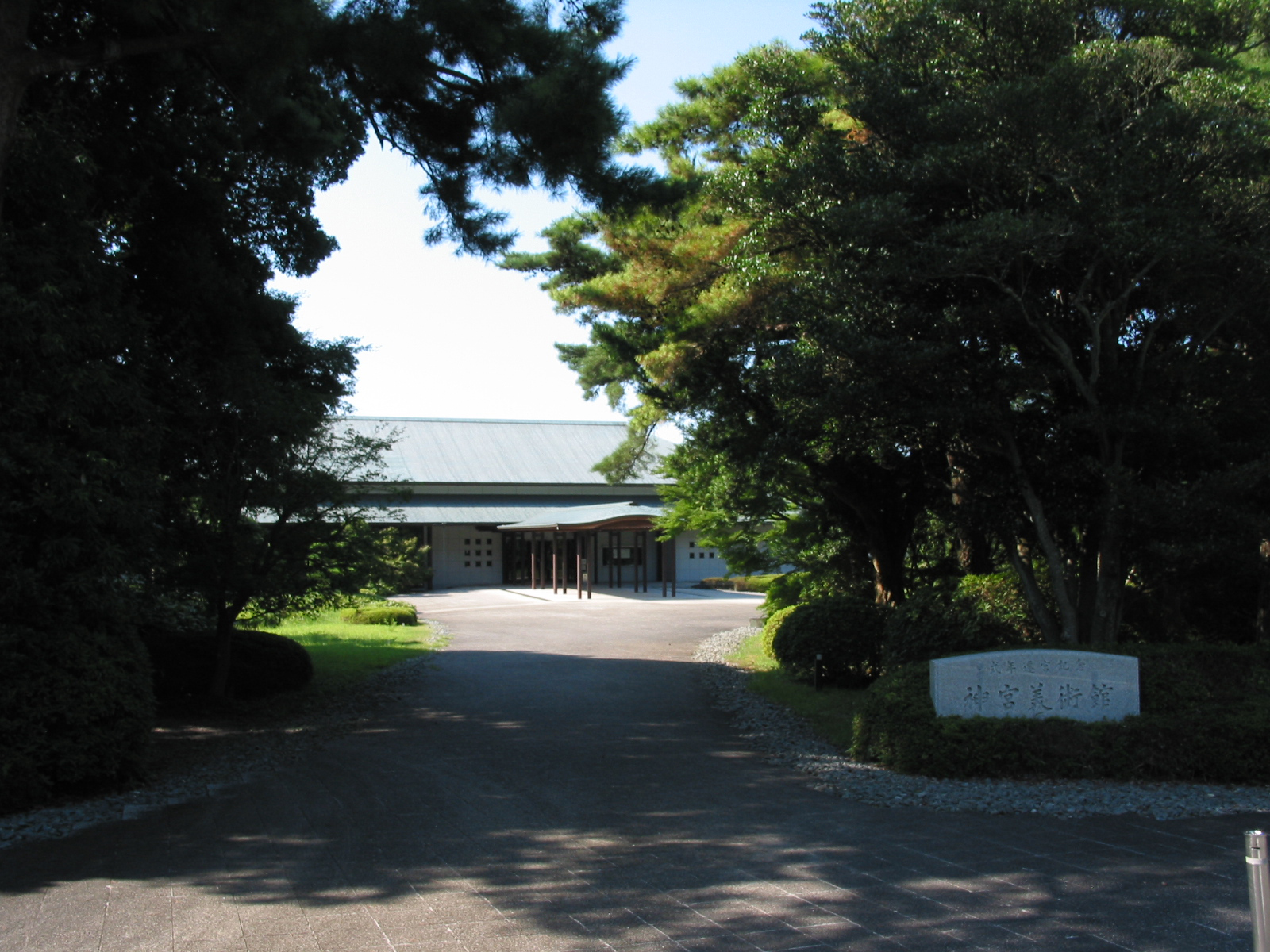
式年遷宮記念神宮美術館

遷宮（せんぐう）とは、神社の本殿の造営または修理の際に、神体を従前とは異なる本殿に移すことである。

## 概要
本殿が従前とは異なる境内に新築移転したり、同じ境内で別の位置に新築移転したりする際のほか、本殿の修理や新築の際に一時的に神体を移動する場合にも遷宮という。たいてい祭礼を伴う。本殿から仮の建物に移す遷宮を仮殿遷座、仮の建物から本殿に移す遷宮を本殿遷座と称する。
定期的な遷宮を式年遷宮（しきねんせんぐう）と言う。「式年」とは「定められた年」の意。単に「式年遷宮」という時、伊勢神宮（三重県伊勢市）の神宮式年遷宮を指すことが多い。式年遷宮は式年祭の一種といわれる。社殿を建て替えるだけでなく、氏子の信仰心を再確認する意味がある。その年数を待たずして、天災・人災により予定外の本殿の修繕・建て替えが必要になった場合に行う場合には、臨時遷宮と呼ぶ。
なお、本殿を造営・修理することなく、神体を遷すことを遷座（せんざ）といい、仏（本尊）を他の場所に移転する場合にも用いる言葉である。また、天皇についても用いることがある。
古材は、宇治橋の鳥居のように伊勢神宮内で使われたり、戦災や災害の被災神社の再建・復興に使われる。熱田神宮では、社殿は伊勢神宮の式年遷宮の際の古用材を譲り受け、1955年（昭和30年）10月に再建された。皇學館大学の櫻井治男教授によると、2013年の伊勢神宮の式年遷宮の古材も東日本大震災で津波に流された東北地方の神社社殿復興に使われる予定。

## 式年遷宮を行っている神社の例
式年遷宮の周期はそれぞれの神社で異なる。
- 鹽竈神社（宮城県塩竈市。20年毎。1704年以降は修理のみ）
- 穂高神社（長野県安曇野市。20年毎。現制は江戸時代から）
- 香良洲神社（三重県津市。20年毎）[4]
- 伊勢神宮（三重県伊勢市。20年毎。690年から） - 「神宮式年遷宮」参照
- 神明神社（三重県志摩市。20年毎。1764年から）
- 賀茂別雷神社（上賀茂神社）（京都府京都市。21年毎[5]）
- 豊受大神社（京都府福知山市。60年毎。平安時代から）[要出典]
- 住吉大社（大阪府大阪市住吉区。20年毎。1810年以降は修理のみ）
- 天照皇大神宮（福岡県糟屋郡。20年毎）
- 鳥飼八幡宮（福岡県福岡市中央区。25年毎）
- 仁科神明宮（長野県大町市。20年毎。1376年から）

かつては香取神宮・鹿島神宮・宇佐神宮・春日大社・諏訪大社（⇒御柱祭）などでも行われた。賀茂御祖神社は21年ごとに行われてきたが、東・西本殿とも国宝に指定されたため、現在は一部を修復するのみである。春日大社ではほぼ20年に一度、本殿の位置を変えずに建て替えもしくは修復を行ってきたため「式年遷宮」ではなく「式年造替」と呼称している。
また、出雲大社は概ね60〜70年毎に建て替えられてきたが、必ずしも定期的ではないので「式年遷宮」に該当しない。